# Polyzonus sinensis
Polyzonus sinensis är en skalbaggsart som först beskrevs av Hope 1841.  Polyzonus sinensis ingår i släktet Polyzonus och familjen långhorningar.
Artens utbredningsområde är:
- Laos.
- Burma.
- Taiwan.

Inga underarter finns listade i Catalogue of Life.